# Ein feste Burg ist unser Gott, BWV 80
Ein feste Burg ist unser Gott (BWV 80) ist eine Kantate von Johann Sebastian Bach, die auf dem gleichnamigen bekannten Choral Ein feste Burg ist unser Gott von Martin Luther basiert.

## Entstehung

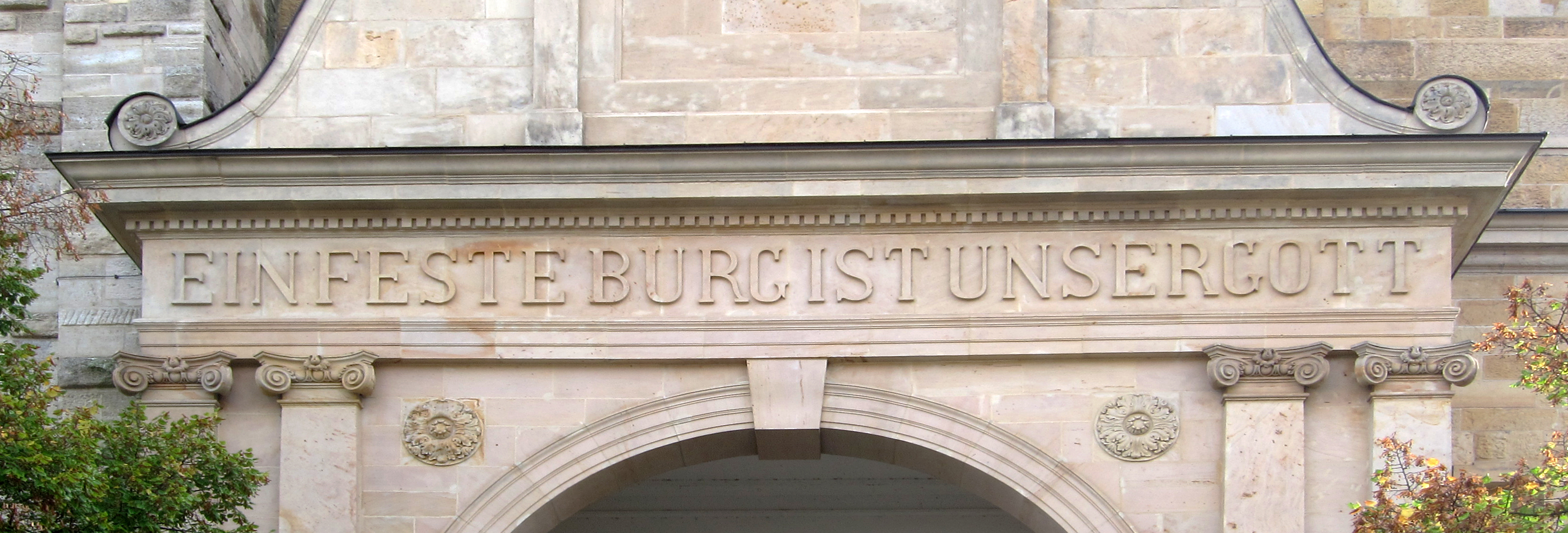
Portalinschrift an der Georgenkirche in Eisenach, in der Bach getauft wurde

Die Entstehungsgeschichte dieses Werkes ist in weiten Teilen ungesichert. Die Grundlage bildet die Kantate 80a Alles, was von Gott geboren, BWV 80a, die Bach 1715 oder 1716 in Weimar komponierte und deren Musik verschollen ist. Überliefert sind jedoch die ursprünglichen Textdichtungen von Salomon Franck. Zum Reformationsfest wurde von Bach in Leipzig vermutlich zwischen 1728 und 1731, möglicherweise aber auch schon 1723, eine einfache Fassung der Kantate komponiert, BWV 80b, die in den folgenden Jahren mehrfache Bearbeitung erfahren hat. Die in einer der überlieferten Fassungen vorgeschriebenen Trompeten und Pauken in Satz 1 und 5 wurde nach dem Tode Bachs von seinem Sohn Wilhelm Friedemann Bach hinzugefügt.

## Thematik
Die Choralkantate enthält als primäre Textquelle alle vier Strophen des Lutherliedes, das in Anlehnung an Psalm 46 das Gottvertrauen thematisiert. Gemäß der ursprünglichen Bestimmung der zweiten Textquelle zum 3. Fastensonntag handelt die Dichtung Francks vom Krieg Satans gegen Gott.

## Besetzung
- Soli: Sopran, Alt, Tenor, Bass
- Chor: Sopran, Alt, Tenor, Bass
- Verschiedene Oboen für insgesamt drei Spieler (darunter auch Oboe d’amore I/II, Taille, Oboe da caccia), Streicher, Basso continuo

In der Fassung von Wilhelm Friedemann Bach sind zusätzlich drei Trompeten und Pauken eingesetzt, die der bestehenden Komposition hinzugefügt werden.

## Aufbau
1. Chor: Ein feste Burg ist unser Gott
2. Arie (Bass): Alles, was von Gott geboren und Choral (Sopran): Mit unsrer Macht ist nichts getan
3. Rezitativ (Bass): Erwäge doch, Kind Gottes, die so große Liebe
4. Arie (Sopran): Komm in mein Herzenshaus
5. Chor: Und wenn die Welt voll Teufel wär
6. Rezitativ (Tenor): So stehe dann bei Christi blutgefärbten Fahne
7. Duett (Alt, Tenor): Wie selig sind doch die, die Gott im Munde tragen
8. Choral: Das Wort sie sollen lassen stahn

## Besonderheiten
Der kunstvoll komponierte Eingangschoral wird als einer der Höhepunkte der Bachschen Choralbearbeitungskunst angesehen. Er trägt die erste Strophe in Form einer colla parte begleiteten Choralmotette vor, in der die Singstimmen jede einzelne Liedzeile fugiert vortragen. Insbesondere fängt das Stück mit einer Doppelfuge an: Nachdem der beginnende Tenor die erste Choralzeile zum ersten Mal abgeschlossen hat, folgt der Alt mit dem Comes, während der Tenor die zweite Choralzeile dagegen setzt.
Nach den Durchführungen der einzelnen Liedzeilen taucht jeweils die Choralmelodie als doppelter, kanonisch zeitversetzter Cantus firmus in den Oboen (bzw. in der Fassung des Sohnes auch in der 1. Trompetenstimme) und in der hier separat notierten Violonen-Stimme auf. (Das Violoncello des Basso continuo ist währenddessen weiterhin gemeinsam mit Bass-Stimme des Chores geführt.)
Es fällt auf, dass im Gegensatz zu sonst geschriebenen Chor-Eingangssätzen kein Ritornell am Anfang steht, sondern direkt mit dem Chor-Vortrag begonnen wird.
Im zweiten Satz wird die martialische Thematik durch von den Streichern gespielte Sechzehntelnoten unterstrichen. Zwischen den Choralstrophen ist die Dichtung von Salomon Franck der Weimarer Urfassung in Form von Arien und Rezitativen eingearbeitet, wobei im 2. Satz parallel zum Arien-Text Francks vom Sopran des Chors die 2. Strophe des Kirchenliedes als Cantus Firmus vorgetragen wird. Allgemein ist bei dieser Bachkantate die musikalische Symbolik von herausragender Bedeutung, mit welcher der Komponist die selbstbewusste Siegessicherheit im Kampf von Gut gegen Böse im Sinne dieser „Hymne“ des protestantischen Luthertums zum Ausdruck bringt.
Satz 5 bringt über bewegtem Orchesterspiel, das die Schlacht zwischen den himmlischen und teuflischen Kräften versinnbildlicht, die Choralmelodie als Cantus firmus im Chor, und zwar im Unisono, was die Geschlossenheit der Gemeinde symbolisiert.

## Einspielungen (Auswahl)
DVD
- Johann Sebastian Bach: Ein feste Burg ist unser Gott. Kantate BWV 80. Rudolf Lutz, Chor und Orchester der J. S. Bach-Stiftung, Dorothee Mields (Sopran), Terry Wey (Alt), Bernhard Berchtold (Tenor), Klaus Mertens (Bass). Samt Einführungsworkshop sowie Reflexion von Johannes Anderegg. Gallus Media, 2017.[2]